# Reto Gertschen
Reto Gertschen (Berna, 7 febbraio 1965) è un allenatore di calcio, dirigente sportivo ed ex calciatore svizzero, di ruolo centrocampista.

## Palmarès

### Giocatore

#### Competizioni nazionali
- Campionato svizzero: 2

Young Boys: 1985-1986
Sion: 1991-1992
- Coppa Svizzera: 2

Young Boys: 1986-1987
Sion: 1990-1991
- Supercoppa di Svizzera: 1

Young Boys: 1986